# فرودگاه کارمن
فرودگاه کارمن (به انگلیسی: Carman (South) Airport) یک فرودگاه همگانی است که یک باند فرود چمن دارد. این فرودگاه در کشور کانادا قرار دارد .